# Bothrops caribbaeus
Espèce
Synonymes
- Trigonocephalus caribbaeus Garman, 1887
- Bothrops lanceolatus caribbeus (Garman, 1887)

Bothrops caribbaeus est une espèce de serpents de la famille des Viperidae.

## Répartition
Cette espèce est endémique de Sainte-Lucie.

## Description
C'est un serpent venimeux.

## Publication originale
- Garman, 1887 : On West Indian reptiles in the Museum of Comparative Zoology at Cambridge, Massachusetts. Proceedings of the American Philosophical Society, vol. 24, p. 278-286 (texte intégral).